# Grammisgalan 2003
Grammisgalan 2003 hölls i Globen i Stockholm den 18 februari år 2003, och gällde 2002 års prestationer. Prismässigt dominerades galan av gruppen Kent, som vann i alla sju kategorier de nominerats.

## Priser
- Årets album: Kent Vapen & ammunition
- Årets artist: Kent
- Årets grupp: Kent
- Årets låt: Kent Dom andra
- Årets manliga pop/rockartist: Håkan Hellström Det är så jag säger det
- Årets kvinnliga pop/rockartist: Robyn Don't Stop the Music
- Årets nykomling: The Sounds Living in America
- Årets hårdrock: Opeth Deliverance
- Årets klubb/dans: Koop Waltz for Koop
- Årets hiphop/soul: Timbuktu Watt's dö madderfakking diil?
- Årets dansband: Barbados Världen utanför
- Årets schlager: Afro-dite Never Let It Go
- Årets jazz: Oddjob Oddjob
- Årets visa/folk: Stefan Sundström Sundström spelar Allan
- Årets barnalbum: Ola & Gorillan Ola & Gorillan
- Årets textförfattare: Joakim Berg
- Årets kompositör: Joakim Berg
- Årets producent: Kent, Martin von Schmalensee, Zed
- Årets klassiska solist: Cecilia Ziliacus
- Årets klassiska ensemble: Göteborgs Symfoniker / Neeme Järvi
- Årets hederspris: Mats Nileskär
- Årets specialpris: Thomas Johansson
- Regeringens exportpris: Roxette

### Fotnoter
1. ↑  Elin Fjellman (18 februari 2003). ”Kent tog storslam på Grammisgalan”. Sydsvenskan. http://www.sydsvenskan.se/2003-02-18/kent-tog-storslam-pa-grammisgalan. Läst 1 mars 2017.